# Kabinett Marie

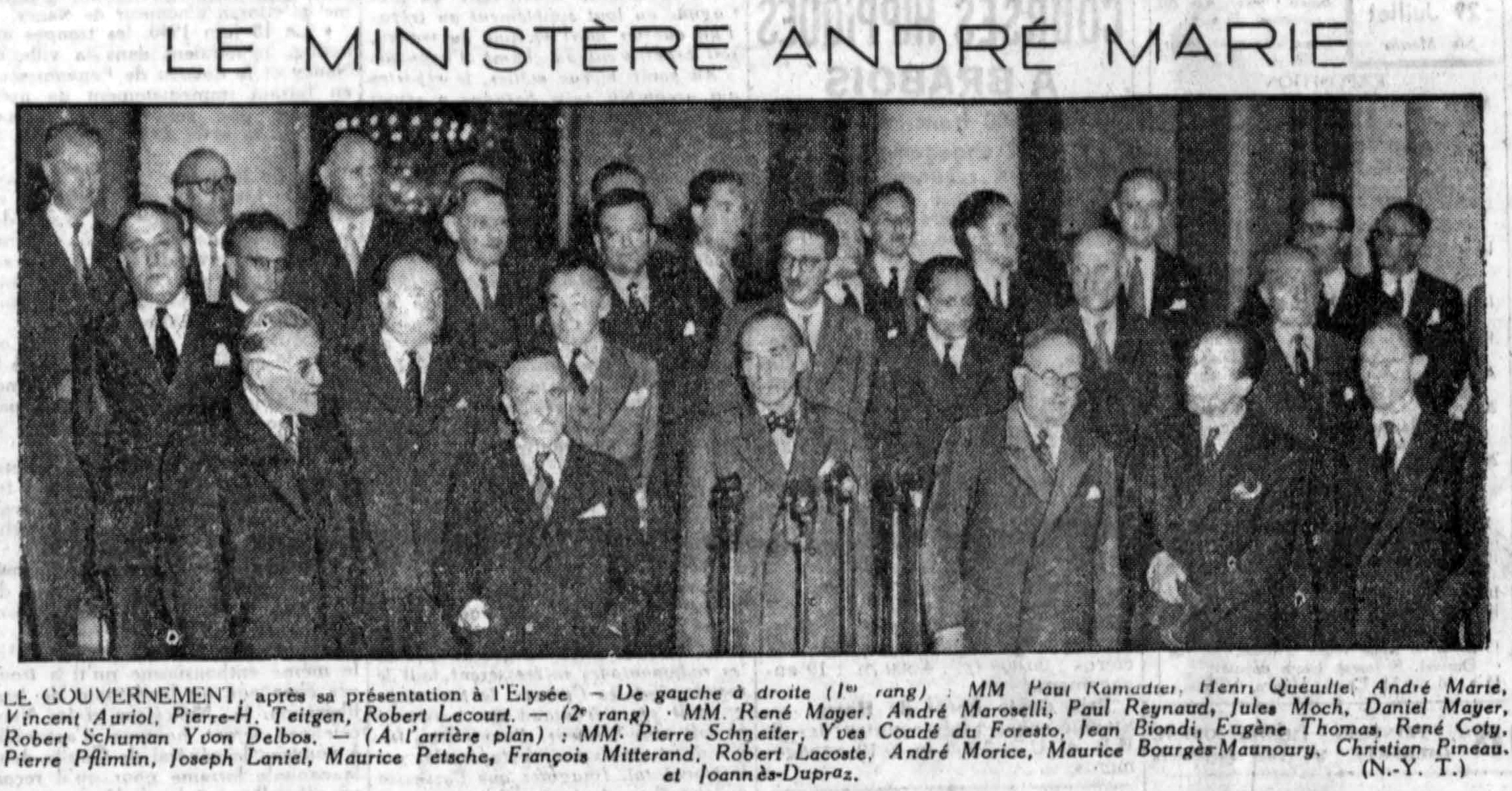
28. Juli 1948 – Kabinett André Marie (New York Times)

Das Kabinett Marie wurde in Frankreich am 26. Juli 1948 von Premierminister André Marie während der Amtszeit von Staatspräsident Vincent Auriol gebildet und löste das Kabinett Schuman I ab. Am 5. September 1948 wurde das Kabinett vom Kabinett Schuman II abgelöst. Dem Kabinett gehörten Vertreter von Parti républicain, radical et radical-socialiste (PRS), Section française de l’Internationale ouvrière (SFIO), Mouvement républicain populaire (MRP) und Républicains indépendants (RI) an.

## Minister
Dem Kabinett gehörten folgende Minister an:
| Amt                                                   | Name                 | Beginn der Amtszeit | Ende der Amtszeit |
| ----------------------------------------------------- | -------------------- | ------------------- | ----------------- |
| Premierminister                                       | André Marie          | 26. Juli 1948       | 5. September 1948 |
| Vize-Premierminister                                  | Léon Blum            | 26. Juli 1948       | 5. September 1948 |
| Vize-Premierminister                                  | Pierre-Henri Teitgen | 26. Juli 1948       | 5. September 1948 |
| Staatsminister                                        | Paul Ramadier        | 26. Juli 1948       | 5. September 1948 |
| Staatsminister                                        | Henri Queuille       | 26. Juli 1948       | 5. September 1948 |
| Siegelbewahrer, Justizminister                        | Robert Lecourt       | 26. Juli 1948       | 5. September 1948 |
| Außenminister                                         | Robert Schuman       | 26. Juli 1948       | 5. September 1948 |
| Innenminister                                         | Jules Moch           | 26. Juli 1948       | 5. September 1948 |
| Minister für Finanzen und Wirtschaft                  | Paul Reynaud         | 26. Juli 1948       | 5. September 1948 |
| Minister für nationale Verteidigung                   | René Mayer           | 26. Juli 1948       | 5. September 1948 |
| Minister für nationale Bildung                        | Yvon Delbos          | 26. Juli 1948       | 5. September 1948 |
| Minister für öffentliche Arbeiten und Verkehr         | Christian Pineau     | 26. Juli 1948       | 5. September 1948 |
| Minister für Industrie und Handel                     | Robert Lacoste       | 26. Juli 1948       | 5. September 1948 |
| Landwirtschaftsminister                               | Pierre Pflimlin      | 26. Juli 1948       | 5. September 1948 |
| Minister für die Überseegebiete                       | Paul Coste-Floret    | 26. Juli 1948       | 5. September 1948 |
| Minister für Arbeit und soziale Sicherheit            | Daniel Mayer         | 26. Juli 1948       | 5. September 1948 |
| Minister für Wiederaufbau und Stadtplanung            | René Coty            | 26. Juli 1948       | 5. September 1948 |
| Minister für Veteranen und Kriegsopfer                | André Maroselli      | 26. Juli 1948       | 5. September 1948 |
| Ministerin für öffentliche Gesundheit und Bevölkerung | Pierre Schneiter     | 26. Juli 1948       | 5. September 1948 |